# Meccanismo k
Il meccanismo di opacità "κ" è il meccanismo che sta alla base dei cambiamenti di luminosità di molti tipi di stelle variabili pulsanti. 
La lettera greca kappa viene utilizzata dagli astronomi per indicare l'opacità alla radiazione di un particolare strato della stella.
Normalmente in una stella l'aumento della compressione di uno strato di gas produce un incremento di temperatura e una conseguente diminuzione dell'opacità, così che l'energia può liberarsi più rapidamente. Il risultato è un equilibrio idrostatico fra temperatura e pressione. Tuttavia in alcuni casi l'opacità aumenta con la temperatura e ciò produce pulsazioni della stella: quando uno strato dell'astro viene compresso, la temperatura sale, ma in questo caso ciò comporta un aumento dell'opacità che a sua volta causa un ulteriore aumento della temperatura. La conseguenza è un aumento della pressione che spinge lo strato verso l'esterno della stella. La conseguente diminuzione della densità produce una diminuzione della temperatura e, quindi, dell'opacità. Potendosi l'energia liberare più facilmente la temperatura dello strato diminuisce ulteriormente facendolo precipitare nuovamente verso l'interno della stella. Lo strato viene quindi nuovamente compresso e il ciclo ricomincia.
Queste pulsazioni non adiabatiche prodotte dal meccanismo κ avvengono negli strati della stella dove l'idrogeno o l'elio sono in parte ionizzati. 

## Idrogeno
La ionizzazione dell'idrogeno è la probabile causa della pulsazione delle variabili Mira, delle stelle Ap a rapida oscillazione e delle nane bianche pulsanti. 

## Elio
Un esempio sono le variabili cefeidi che pulsano negli strati in cui l'elio è parzialmente ionizzato due volte. 

## Ferro
Nelle variabili Beta Cephei oscilla uno strato più profondo, dove la temperatura raggiunge i 200.000 K e dove c'è abbondanza di ferro. L'incremento dell'opacità del ferro è conosciuto in inglese come Z bump, dove Z è la lettera utilizzata in astronomia per indicare gli elementi più pesanti dell'idrogeno e dell'elio.